# Последняя вещь
«Последняя вещь» (англ. «One Last Thing»; ранее назван «Лошадь и повозка» (англ. «Horse and Wagon»), а также известен как «В последний раз» (англ. «One Last Time») — девятый эпизод третьего сезона американского драматического телесериала «Родина», и 33-й во всём сериале. Премьера состоялась на канале Showtime 24 ноября 2013 года.

## Сюжет
Сол (Мэнди Патинкин) и Дар Адал (Ф. Мюррей Абрахам) наблюдают за мучительным испытанием Броуди (Дэмиэн Льюис), переживающего абстинентный синдром. У Сола есть шесть дней, прежде чем Локхарт предположит контроль ЦРУ и захочет, чтобы Броуди исполнил свою роль до этого. Когда кажется, что избавление Броуди от героина займёт слишком много времени, Дар Адал одобряет использование ибогаина, препарата, который ускоряет процесс избавления, но и вызывает тяжёлые, жестокие галлюцинации; Адал подразумевает, что он использовал препарат для такой цели. Во время плохой серии галлюцинаций, Броуди разбивает деревянный стул в своей комнате и использует сломанный кусок, чтобы повторно колоть себя в руку, как будто иголкой, прежде чем Сол физически сдерживает его.
Когда Броуди уже отвык от героина, Сол предлагает ему шанс искупления с миссией, где он сможет "снова стать морпехом". Броуди отказывается, сказав, что он лучше умрёт. Сол идёт к Кэрри (Клэр Дэйнс) и излагает свои планы: Броуди будет просить политического убежища в Иране, где его скорее всего будут восхвалять как героя, с целью убийства лидера Революционной гвардии, что приведёт к тому, что Маджид Джавади займёт эту должность. Кэрри, пытаясь мотивировать Броуди, отвозит его в мотель, где Дана (Морган Сэйлор) работает горничной. Они сидят в машине и ждут, пока Дана не выйдет наружу, и в этот момент Броуди отчаянно пытается выйти из машины и увидеть её, но сдержан солдатами, сидящими с ним.
Вёрджил (Дэвид Марчиано) и Макс (Мори Стерлинг) находят записывающее устройство в доме Сола и им удаётся отследить Алена Бернарда (Уильям Абади), который работает в израильской разведке. Следуя за ним, они затем делают фотографии Бернарда, встречающегося с сенатором Локхартом (Трейси Леттс). Сол использует эту информацию, чтобы купить Броуди больше времени. Локхарт соглашается отложить своё назначение на должность нового директора в обмен на то, что Сол не разоблачит Локхарта, чтобы не было сговора против него.
Вернувшись на базу, Броуди умоляет Кэрри, чтобы ему позволили сказать Дане, что он невиновен. Кэрри отвечает, что даже если он невиновен в взрыве Лэнгли, он сделал много других вещей, которые он должен искупить. Кэрри взывает к любви Броуди к его семье и в конце концов получает его согласие на миссию. В течение шестнадцати дней, Броуди вернул себе прекрасную физическую форму с помощью группы солдатов спецназа.
Кэрри тайно отвозит Броуди, чтобы навестить Дану, незадолго до своего планируемого вылета. Броуди пытается воссоединиться с Даной, извиняясь за всё, что он сделал ей, и настаивая на том, что не был ответственным за взрыв, но Дана расстроена и очень необщительна. Броуди уходит в унынии, когда Дана спрашивает его, что он хочет, чтобы она сказала, чтобы ей больше никогда не пришлось увидеть его. Броуди возвращается на базу, где он отправляется в Иран.

## Производство
Режиссёром стал Джеффри Рейнер, а сценаристом была соисполнительный продюсер Барбара Холл.

## Реакция

### Рейтинги
Во время оригинального показа, эпизод посмотрели 1.94 миллиона зрителей, что стало ростом по сравнению с предыдущей неделей.

### Реакция критиков
Реакция к эпизоду была крайне положительной. Скотт Коллура из IGN оценил эпизод на 8.5 из 10. TVLine назвал Дэмиэна Льюиса "исполнителем недели" за его выступление в этом эпизоде, написав, что "ускоренная трансформация Броуди из иссохшего, побеждённого героинового наркомана в осознанного, трудоспособного воина была частью наиболее болезненных и графических в истории телевидения."